# Place Royale (Québec)

Place Royale, Südostseite mit Notre-Dame-des-Victoires

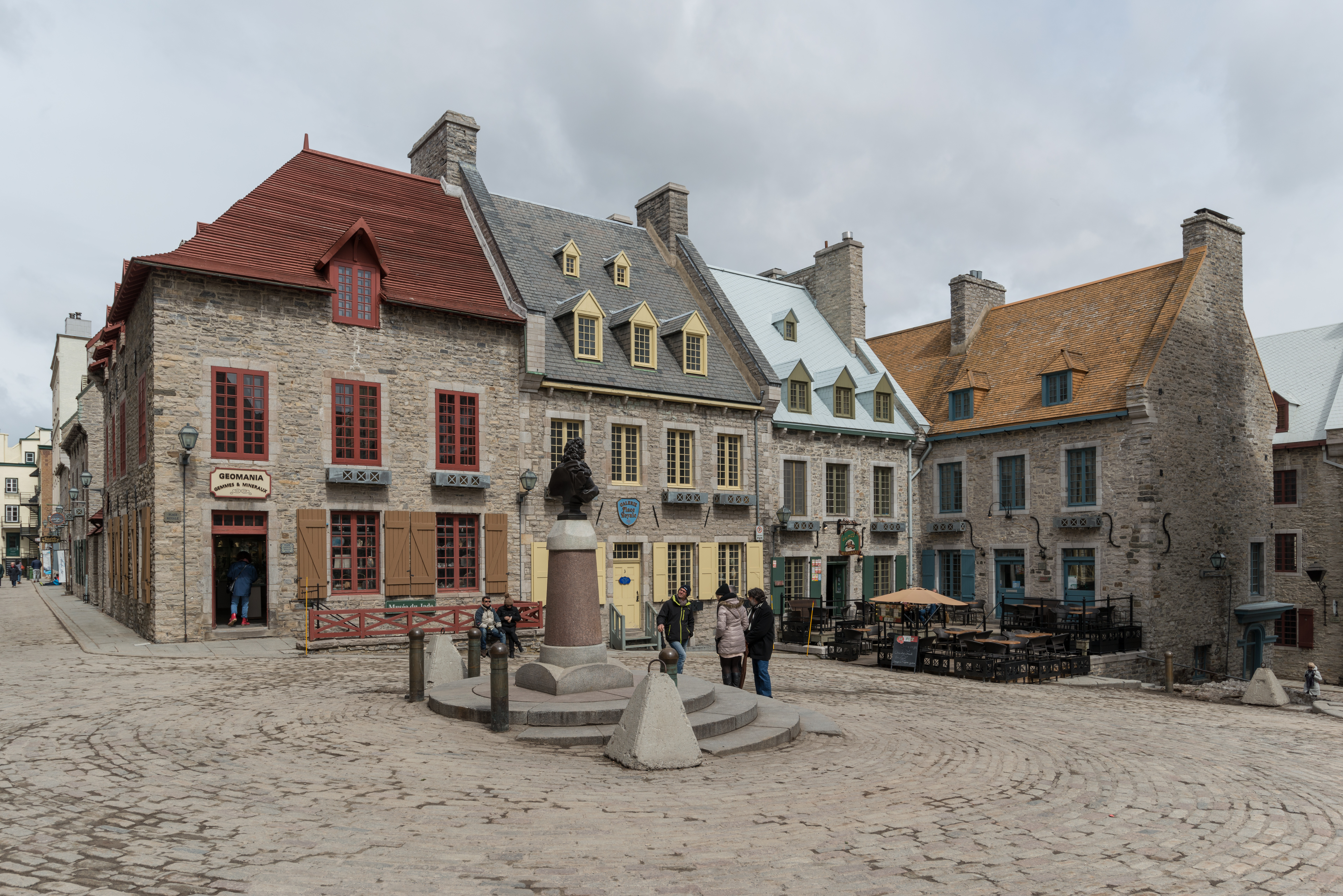
Place Royale, Nordseite

Die Place Royale in der Unterstadt von Québec ist die Stelle ältester französischer Besiedlung im heutigen Québec.

## Geschichte
Die „Wiege der französischen Zivilisation in Amerika“ entstand dort, wo Samuel de Champlain 1608 einen befestigten Posten errichten ließ (Habitation de Québec). Die damals errichteten Bauten dienten vor allem dem Pelzhandel mit den Ureinwohnern. Der Handelsposten entwickelte sich rasch und wurde zur heutigen Unterstadt von Québec. Der Wiederaufbau nach dem großen Brand von 1682 erfolgte mit Feuermauern. Der Platz wurde 1686 durch eine Statue des Sonnenkönigs Ludwig XIV. geschmückt und daher auch Place Royale benannt. An der Südseite des Platzes errichtete man zwischen 1687 und 1723 die Kirche Notre-Dame-des-Victoires, die die älteste Steinkirche Nordamerikas ist.
1759 belagerte die britische Armee unter General James Wolfe Québec und zerstörte durch ihr Bombardement einen großen Teil der Stadt, auch die Place Royale. Der Platz verlor im 19. Jahrhundert seine kommerzielle Bedeutung, das Stadtviertel dämmerte dahin.
1967 entschloss sich die Provinzregierung, eine Sanierung des Place-Royale-Viertels vorzunehmen. In den 60er und 70er Jahren wurden in dem Viertel umfangreiche Restaurierungs-, Rückbau- und Wiederaufbau-Arbeiten vorgenommen. Dies führte zu Kontroversen, da das Projekt die Bausubstanz und das Erscheinungsbild des 17. und 18. Jahrhunderts privilegierte um die „französische Identität des Ortes“ wiederherzustellen und hierbei keine Rücksicht auf spätere bauliche Entwicklungen aus der britisch dominierten Zeit nahm. Die Wiederherstellung des Stadtbildes vom ausgehenden 18. Jahrhundert erforderte den Abriss mehrerer Bauten bzw. Auf- und Anbauten aus dem 19. und dem 20. Jahrhundert.
Das Musée de la place Royale erläutert die Geschichte des Platzes und seiner Bewohner.